# Хавлия
Хавлията е предмет от бита, обикновено квадратно или правоъгълно парче плат или дреха от памучна материя, която лесно попива вода.
Използва се за изсушаване на лицето, косата или тялото след измиване или баня. В някои райони на България вместо хавлия се употребява думата кърпа или съответно халат.
Размерите на кърпата за баня са около 75 на 150 cm и най-често едноцветни. Кърпата за лице, крака или ръце е по-малка от тази за баня, около 30 на 60 cm. Хавлиите за плаж са кърпи с по-големи размери, често в ярки цветове.
Думата се употребява също и за бански халат от подобна материя – халат за подсушаване след баня.

От началото на XXI век всяка година на 25 май почитателите на покойния писател Дъглас Адамс отбелязват Деня на хавлиената кърпа (на английски: Towel Day), появявайки се на публични места, в т.ч. в онлайн форуми и в социалните медии, с хавлиени кърпи около врата си. Първото честване на тази дата е през 2001 г., точно две седмици след смъртта на автора на научнофантастичната поредица "Пътеводител на галактическия стопаджия", превърнала тази иначе тривиална вещ в попкултурен символ и най-важен атрибут на всеки междузвезден пътешественик.
- Честване на 25 май, Деня на хавлиената кърпа, през 2012 г.
- Ден на хавлиената кърпа през 2013 г. в макета на Международната космическа станция в Космическия център  „Линдън Джонсън“ на НАСА, Хюстън
- Ден на хавлиената кърпа в Израел, 2007 г.